# Rio Gârlăţel
O Rio Gârlăţel é um rio da Romênia, afluente do Olt, localizado no distrito de Sibiu.